# Pitt Town
Pitt Town är en del av en befolkad plats i Australien. Den ligger i kommunen Hawkesbury och delstaten New South Wales, i den sydöstra delen av landet, omkring 44 kilometer nordväst om delstatshuvudstaden Sydney. Antalet invånare är 1 311.
Närmaste större samhälle är Quakers Hill, omkring 16 kilometer söder om Pitt Town.
I omgivningarna runt Pitt Town växer huvudsakligen savannskog. Runt Pitt Town är det tätbefolkat, med 331 invånare per kvadratkilometer. Genomsnittlig årsnederbörd är 1 267 millimeter. Den regnigaste månaden är februari, med i genomsnitt 216 mm nederbörd, och den torraste är juli, med 25 mm nederbörd.